# Crest (Californie)
Pour les articles homonymes, voir Crest.
Crest est une census-designated place (CDP) située dans le comté de San Diego, en Californie.

## Démographie
| 2000  | 2010  | - | - | - | - |
| ----- | ----- | - | - | - | - |
| 2 716 | 2 593 | - | - | - | - |